# Spodoptera submarginalis
Spodoptera submarginalis är en fjärilsart som beskrevs av Walker 1865. Spodoptera submarginalis ingår i släktet Spodoptera och familjen nattflyn. Inga underarter finns listade i Catalogue of Life.